# 北海道道369号島松停車場線
北海道道369号島松停車場線（ほっかいどうどう369ごう しままつていしゃじょうせん）は、北海道恵庭市内を結ぶ一般道道（北海道道）である。

## 概要

### 路線データ
- 起点：北海道恵庭市島松仲町1丁目（JR北海道 千歳線 島松駅）
- 終点：北海道恵庭市島松寿町1丁目（北海道道46号江別恵庭線交点）
- 路線延長：1.1km（総延長）

## 歴史
- 1961年（昭和36年）3月31日 路線認定[1]。

## 地理

### 通過する自治体
- 石狩振興局
  - 恵庭市

### 交差する道路
恵庭市
- 北海道道600号島松千歳線 - 島松東町3丁目・4丁目交差点
- 北海道道46号江別恵庭線 - 島松寿町1丁目（終点）

### 沿線にある施設など
恵庭市
- JR北海道 千歳線 島松駅 - 島松仲町1丁目
- 千歳警察署島松駐在所 - 島松本町1丁目7-15
- 恵庭市立図書館島松分館 - 島松仲町1丁目8-1
- 島松郵便局 - 島松東町3丁目1-1
- セイコーマート恵庭島松店 - 島松寿町1丁目9−13